# Punkt (typografi)
 For alternative betydninger, se Punkt (flertydig). (Se også artikler, som begynder med Punkt)
I typografi er et punkt den mindste autoriserede længdeenhed. Målesystemet er opbygget på en tolvdeling, således at 12 punkt = 1 cicero (kontinentalt europæisk typografisk mål) ELLER 12 punkt = 1 pica (amerikansk/engelsk typografisk mål). Punkt bliver forkortet pkt - og pt eller pts på engelsk. Det traditionelle typografiske punkt fra æraen bogtryk og blytype varierede en del omkring 0,30 - 0,38 mm, og systemerne var følgelig ikke indbyrdes kompatible.

## Udvikling
Før det typografiske punkt blev defineret, havde hver skriftstøber/bogtrykker sit eget mål, hvilket besværliggjorde sammensætninger af forskellige skrifter. Engelske bogtrykkere anvendte som mål forskellige brøker af den engelske fod og senere af den engelske yard. Det gav mål på de forskellige skriftgrader (keglehøjder), der ikke gik op i hinanden.
Det første typografiske punkt blev i 1737 defineret af Pierre-Simon Fournier til 1/864 af en pied du roi i 1737. To tommer bestod af 12 cicero à 12 punkt (der går 12 tommer på én fod). Det gav nogle keglehøjder, der var lidt for store til de skriftstempler (patricer), så Fournier så sig tvunget til at formindske målestokken, så den ikke længere passede med den franske fod. Punktet blev da på ca. 0,298 mm.
I 1785 redefinerede François-Ambroise Didot sammen med sønnen Firmin Didot et punkt til ca. 0,376 mm ved igen at lade 144 punkt være lig med to tommer. Didot lod fremstillet et antal nøjagtige typometre, som skriftstøberierne kunne kontrollere deres typer med.
Ikke alle skriftstøberier anvendte franske autoriserede typometre, så efterhånden opstod der et antal ”skriftsystemer”, der ikke passede med noget andet. De hed ofte leipzigersystemer eller frankfurtersystemer.
I 1878 blev et punkt tilpasset meteren, så der gik 2660 punkter på 1 m. Man havde defineret meteren til 1000,333 mm, svarende til en normalmetermålestok ved 20 °C. Dette udførtes af Hermann Berthold og gav et punkt på 0,376 mm (0,376065 mm).
Nordamerika og Storbritannien anvendte og anvender en anden punktstørrelse angiveligt fra bogtrykker Benjamin Franklin, der købte skrifter i England efter fransk mål. Det kom efterhånden til at afvige lidt fra det kontinentale punkt, idet det blev tilpasset den engelske tomme. Målet blev overtaget af Storbritannien. Der går efter en tilnærmelse til metersystemet i 1886 72,27 pts på 1 engelsk tomme. Det giver 996 pts lig med 350 mm eksakt. Et amerikansk punkt er 0,3514598 mm.
I USA udviklede man et enklere punkt til brug i skrivemaskiner på 1/72 af en engelsk tomme. Det svarer til det amerikanske punkt før tilpasningen til metersystemet. Det kaldes sommetider inch point eller PostScript-punktet og er på 0,352778 mm.
Vesttyskland vedtog i 1978, at nye sættemaskiner skulle kunne indstilles til et nyt punkt på 0,375 mm (og 1 cicero på 4,5 mm) eksakt. Det synes ikke at være slået igennem.

## Det typografiske punkt i dag
I dag er der altså mindst fire typografiske punkter: Det Didot-Bertholdske Punkt, Det Metriske Punkt, Det Amerikanske Punkt og Skrivemaskinepunktet/PostScript-punktet. Hvis man skal lave nøjagtigt arbejde, er det vigtigt at vide præcist, hvad man taler om. Det punkt, der normalt anvendes på en computer, er det, der stammer fra de amerikanske skrivemaskiner. Et DTP-program kan normalt indstilles til at benytte det punktsystem, man foretrækker.

## Benævnelser for skriftgrader
Inden for bogtrykket har man tidligere haft betegnelser for forskellige skriftgrader (skrifthøjder, keglehøjder). Betegnelserne har varieret lidt, men nogle meget brugte betegnelser i Danmark var:
Diamant eller brillant – 3 pkt

Halvpetit – 4 pkt

Perle – 5 pkt

Nonpareil – 6 pkt

Mignon eller kolonel – 7 pkt

Petit – 8 pkt

Bourgois – 9 pkt

Korpus – 10 pkt

Cicero – 12 pkt

Mittel – 14 pkt

Tertia – 16 pkt

Tekst – 20 pkt

Dobbeltcicero – 24 pkt

Kanon – 36 pkt

(Lille) missal – 48 pkt

Stor missal – 60 pkt

(Lille) sabon – 72 pkt

Stor sabon – 84 pkt

Tilsvarende men afvigende betegnelser findes på andre sprog.